# Primärenergiefaktor
Der Primärenergiebedarf eines Systems nach Gebäudeenergiegesetz (kurz: QP) umfasst zusätzlich zum eigentlichen Energiebedarf an einem Energieträger die Energiemenge, die durch vorgelagerte Prozessketten außerhalb der Systemgrenze bei der Gewinnung, Umwandlung und Verteilung des Energieträgers benötigt wird. 
Zur Ermittlung der Energiebilanz des Gebäudes wird der entsprechende Energiebedarf unter Berücksichtigung der beteiligten Energieträger mit einem Primärenergiefaktor (PEF, fP genannt) – in der deutschsprachigen Schweiz ist auch der Endenergiefaktor in Gebrauch – multipliziert (Primärenergie = Endenergie * PEF).

## Primärenergiebedarf nach Gebäudeenergiegesetz (GEG)
Der Primärenergiebedarf nach GEG ist das Hauptergebnis einer Energiebedarfsberechnung, die zur Berechnung der CO2-Emissionen als Faktor der Umweltbilanz dient. Besondere Bedeutung hat der Wert bei der Ermittlung und Beurteilung des Heizenergiebedarfs bei Gebäuden. In Deutschland beispielsweise definiert das, seit dem 1. November 2020 geltende, Gebäudeenergiegesetz Obergrenzen für den Primärenergiebedarf von Gebäuden. Diese Obergrenzen sind bei Neubauten und umfangreichen Renovierungen bindend einzuhalten.
Die im Gebäudeenergiegesetz hinterlegte Systematik zur Ermittlung des Primärenergiebedarfs von Gebäuden unterscheidet sich von der Ermittlung des Primärenergiebedarfs einer Volkswirtschaft. Letzterer berücksichtigt nur den Bedarf an importierten und geförderten Energieträgern ohne Berücksichtigung vorgelagerter Prozessketten. Energiebedarf für Förderung und Wandlung werden hier erst bei der Ermittlung des Endenergiebedarfs bzw. beim Verbrauch berücksichtigt, siehe zu dieser Systematik den Artikel Energiebilanz.

## Primärenergiefaktoren/Endenergiefaktoren
Primärenergiefaktoren, wie sie in der EN 15316 definiert werden, werden für die nicht-erneuerbaren Energien verwendet.
Dieser Faktor ist regional unterschiedlich:
In Deutschland regelte die Energieeinsparverordnung von 2007 mit ihren Änderungen den Faktor etwa für Strom und verweist ansonsten auf die Normen DIN V 18599-1 und DIN 4701-10/A1. Der wissenschaftliche Dienst des Bundestages veröffentlichte 2017 für Strom 2,8, für fossiles Heizöl 1,1.
In Österreich wurde der PEF aus der EN 15316-4-5 übernommen und spielt vorerst nur in der Beurteilung von Fernheizsystemen eine Rolle, wird aber zunehmend im Sinne einer Bewertung von Energiesystemen verwendet. Seit 2011 gibt es in Österreich gesetzlich verbindliche Primärenergiefaktoren über die OIB-Richtlinie 6. Mittlerweile wurde die OIB-Richtlinie 6, Ausgabe 2019 in jedem Bundesland (ausgenommen Salzburg) gesetzlich verpflichtend gemacht.
In der Schweiz kommen unterschiedliche Faktoren zur Anwendung, einerseits die nationalen Gewichtungsfaktoren (insbesondere angewendet vom Verein Minergie) und andererseits die Primärenergiefaktoren des Schweizerischen Ingenieur- und Architektenvereins SIA. Letzterer formuliert die anerkannten Regeln der Technik und so eben auch Primärenergiefaktoren, einerseits im Dokument SIA 2040 Effizienzpfad Energie und auch in SIA 380 Grundlagen für energetische Berechnungen von Gebäuden.
Er liegt unterschiedlich je Normenwerk bei:
| Energieträger                                           | Primärenergiefaktor nach GEG              | Gewichtungsfaktor nach Minergie | SIA Effizienzpfad | EN 15603 Annex E |
| ------------------------------------------------------- | ----------------------------------------- | ------------------------------- | ----------------- | ---------------- |
| Heizöl                                                  | 1,1                                       | 1,0                             | 1,23              | 1,35             |
| Erdgas, Flüssiggas                                      | 1,1                                       | 1,0                             | 1,11 resp. 1,18   |                  |
| Steinkohle                                              | 1,1                                       | 1,0                             |                   | 1,19             |
| Braunkohle                                              | 1,2                                       | 1,0                             |                   | 1,4              |
| Holz (H)                                                | 0,2                                       | 0,5                             | 0,05–0,21         | 0,09 bzw. 0,1    |
| Nah- und Fernwärme aus Kraft-Wärme-Kopplung             | 0,0 bzw. 0,7                              | 0,4–1,0                         |                   |                  |
| Nah- und Fernwärme aus Heizwerken                       | siehe fp-Bescheinigung des Betreibers (W) | 0,4–1,0                         |                   |                  |
| Strom                                                   | 1,8 (S)                                   | 2,0                             | 2,64              | 3,14 (S)         |
| „Umweltenergie“ (Solarener- gie, Umgebungswärme, u. ä.) | 0,0                                       |                                 |                   |                  |

## Normen
- EN 15316 Heizungsanlagen in Gebäuden – Verfahren zur Berechnung der Energieanforderungen und Nutzungsgrade der Anlagen.
- EN 15316-4-5 Heizungsanlagen in Gebäuden – Verfahren zur Berechnung der Energieanforderungen und Nutzungsgrade der Anlagen – Teil 4-5: Wärmeerzeugungssysteme, Leistungsfähigkeit und Effizienz von Fernwärme- und großvolumigen Systemen.
- EN 15603 Energieeffizienz von Gebäuden - Gesamtenergieverbrauch und Festlegung der Energiekennwerte.